# Herman Gouwe
Herman Gouwe, né le  8 mai 1875 à Alkmaar aux Pays-Bas, et mort le 28 décembre 1965 à Papeete en Polynésie française, est un artiste peintre.

## Biographie
Adriaan Herman Gouwe est né le 8 mai 1875 à Alkmaar. Il a été l'élève de Georg Sturm, August Allebé, Nicolaas van der Waay et, selon d'autres sources, par A. Klasener à l'académie d'art à Amsterdam, où il a remporté le Prix de Rome en 1901. Il est mort le 28 décembre 1965 à Papeete.